# Spodnji Gasteraj
Spodnji Gasteraj je naselje v Občini Sveti Jurij v Slovenskih goricah.
Spodnji Gasteraj je razloženo naselje na južnem koncu slemena  Gasterajskega hriba. Od naselja Malna na jugozahodu ga ločuje Gasterajski potok. Od mesta Lenart v Slovenskih goricah in vasi  Jurovski Dol  je oddaljen 3 km.
V gozdu na severu Spodnjega Gasteraja se nahajata dve rimski gomili premerov 18 in 7 metra ter višin 1,8 in 0,5 metra. 

## Zgodovina:
Leta 1135 je jareninski lastnik Rudolf Winterswald odstopil nekatera svoja ozemlja Salzburškemu nadškofu Konradu I., le-ta pa jih z vsemi pravicami odstopil cerkvi Sv. Blaža v Admontu. V teh listinah se naselje Gasteraj prvič omenja kot Gostiraj. V Spodnjem Gasteraju se je rodil 17.12.1826 - † 22.1.1886 Janez Deutschmann izdelovalec orgel in glasbil na Dunaju. Glasbila je prodajal tudi v Ameriko. Znanih je tudi več naročil Avstrijskega dvora. Za cerkev v svojem rojstnem kraju Sv. Jurij v Slovenskih goricah je leta 1860 izdelal in vgradil nove orgle  z štirinajstimi registri.